# Carl Barât
Carlos Ashley Raphael Barât (nascut el 6 de juny del 1978 a Basingstoke, Anglaterra), més conegut com a Carl Barât, és actualment el líder i guitarrista principal del grup musical Dirty Pretty Things. Va ser co-líder al costat de Pete Doherty en el grup de revival punk de principi dels 2000 The Libertines fins a la seua separació el 2004.
Carl nasqué a Basingstoke, una ciutat del sud d'Anglaterra, fill d'un pare obrer i una mare hippy.
El 1996 estudiava art dramàtic a Brunel University, en un districte a l'oest de Londres. Fou allí on conegué qui seria el seu futur coautor, amic i enemic a The Libertines Pete Doherty, a través d'una companya de classe d'art dramàtic, qui era la germana de Doherty.

## Post-libertines
Barât acabà finalment amb The Libertines (després d'haver fet una gira mundial sense Doherty) el 2004, al·legant que no tenia desitjos de continuar amb el grup sense Peter així com 'complicacions de salud'. El 2005 es va sotmetre a una operació quirúrgica perquè li fora llevat un tumor que tenia darrere l'orella. Va haver de passar unes quantes setmanes recuperant-se després de l'operació.
El setembre de 2005 es va anunciar que Barât havia format un nou grup, Dirty Pretty Things, integrat per ell mateix, Gary Powell a la bateria, Anthony Rossomando i Didz Hammond.